# Alexandre Birck
Alexandre de Campos Velho Birck (Porto Alegre, 10 de novembro de 1967) é um professor, produtor e músico brasileiro. Participou de várias bandas de rock como baterista, compositor e cantor. Também é conhecido no meio musical como Velho Birck, Alemão ou Alexandre Ograndi.

## Origens
Decidiu seguir a carreira musical aos 14 anos. Vem de uma família envolvida com o teatro, cinema e a música, sendo sobrinho de Carlos Augusto de Campos Velho, mais conhecido como Jota Pingo, ator, roteirista, diretor e dramaturgo, e de Paulo César Pereio, ator de cinema e TV conhecido nacionalmente. Sua mãe, Rosa Maria de Campos Velho, foi diretora do Teatro de Arena de Porto Alegre e presidiu o Sindicato dos Artistas (SATED). É irmão de Marcelo Birck, outro músico de destacada trajetória, com quem trabalha até hoje. Mesmo assim, ao escolher a profissão enfrentou a resistência da família, que previu para ele uma vida de dificuldades econômicas. Embora muitas vezes o seu sustento como profissional da música não tenha sido fácil, na apreciação de Wolney Campos, Alexandre Birck é "um forte exemplo de músico bem sucedido e atuante também na área da docência".

## Carreira
Iniciou com a banda Prisão de Ventre, fundada em 1984, com Marcelo Birck, mais Frank Jorge e Luís Gomes. O seu trabalho se caracterizava pela irreverência e pelo rompimento de padrões consagrados. Esta atitude seria recorrente, com mais ou menos ênfase, nos trabalhos sucessivos de Alexandre.

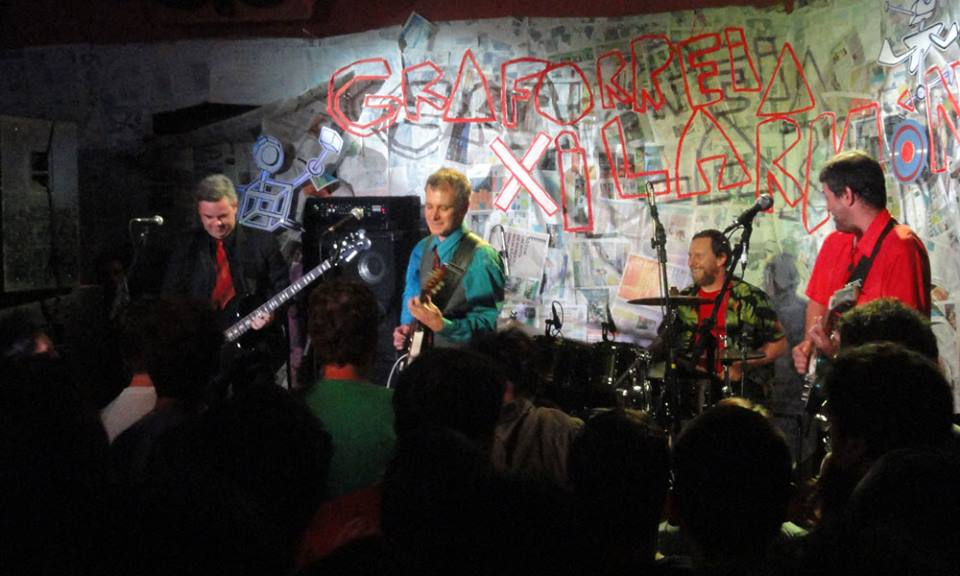
Alexandre Birck em show da Graforréia Xilarmônica no Bar Ocidente.

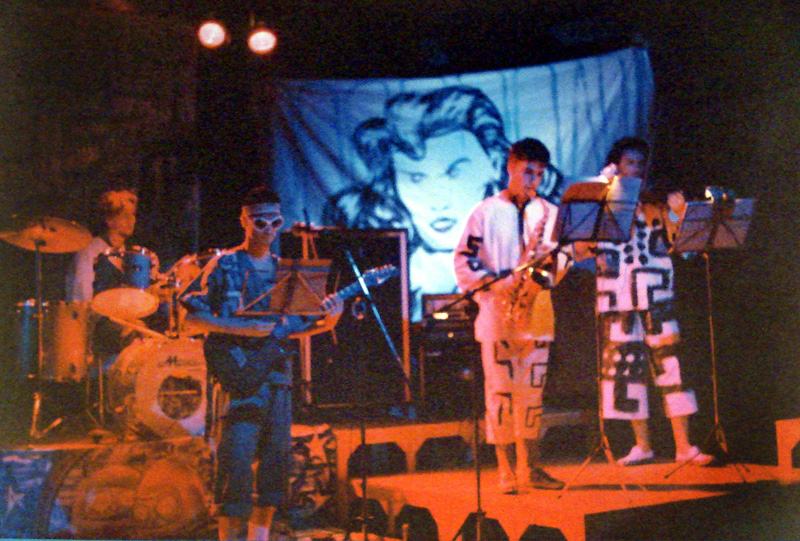
Show Mim Notauro, Você Jane, com a Aristóteles de Ananias Jr.

Seu trabalho seguinte foi com a Graforréia Xilarmônica, da qual foi um dos fundadores em 1987 com Frank Jorge, Carlo Pianta e Marcelo Birck. Segundo Alexandre, eles se reuniram espontaneamente, era “uma zoação de rua, que virou um time de futebol, que virou uma banda. Era tudo muito natural”. A banda ganhou o reconhecimento do público do Rio Grande do Sul pela sua proposta inusitada e inovadora, misturando o rock derivado da Jovem Guarda com regionalismos, música brega e humor. O sucesso do grupo iniciou desde o lançamento da sua primeira fita demo, Com Amor, Muito Carinho (1988). Depois apareceram os CDs Coisa de Louco II (1995), Chapinhas de Ouro (1998, ganhador do Prêmio Açorianos) e Graforréia Xilarmônica ao Vivo (2006). Várias das músicas da banda ficaram gravadas na estima do público sulino, como "Amigo Punk", "uma espécie de segundo hino do Rio Grande do Sul", como disse Lívia Guilhermano. Fernando Rosa, diretor do selo Senhor F, considerou a Graforréia "uma das bandas mais importantes e fundamentais da história do rock brasileiro". No perfil disponibilizado pelo SESC de São Paulo, ela é descrita como "uma das principais bandas de rock nacional dos anos 1990. Cult e renovadora, o grupo liderado pelo baixista e vocalista Frank Jorge (ex-Cascavelletes) se caracterizou pelas músicas que uniam Jovem Guarda, rock sessentista, música brega, atonal e vanguarda paulista. Ainda citavam cinema, literatura, histórias em quadrinhos, desenhos animados e regionalismos diversos".
Ao mesmo tempo, fez parte da Aristóteles de Ananias Jr., outra banda de rock alternativo, com uma proposta semelhante à da Graforréia, embora com menos ênfase no regionalismo e mais radicalidade na pesquisa experimental do som, incorporando, além disso, muitos referenciais da música erudita. A Aristóteles permaneceu ativa entre 1988 e 1996, e não chegou a ganhar notoriedade em escala tão ampla como a Graforréia, embora tenha sido reconhecida postumamente como uma das mais interessantes bandas cult do estado, deixando influência sobre outros conjuntos, e desenvolvendo o projeto mais radical em termos de música popular em seu contexto, como afirmou o músico e historiador Arthur de Faria.
A partir de 1998 participou durante algum tempo do grupo DeFalla, conhecido no circuito do rock nacional pela sua proposta provocativa e polêmica, contribuindo para a banda entrar em uma fase de grande projeção. Conforme descreveu o site Frente Digital, foi a época da sua inserção "no ascendente cenário funkeiro carioca ao explorar o miami bass no disco Miami Rock 2000. O lançamento veicularia o hit "Popozuda Rock ‘n’ Roll" nas rádios e programas de TV de todo o país".

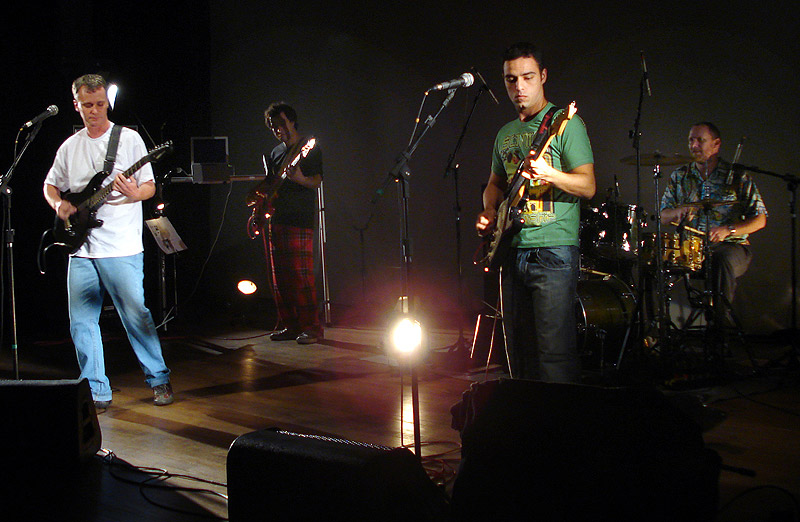
Alexandre Birck, ao fundo à direita, em show de lançamento do CD solo de seu irmão Marcelo, Os Timbres não Mentem Jamais no Teatro do SESC, Porto Alegre, 2008. Os outros músicos são, da esquerda para a direita, Marcelo Birck, Moysés Lopes e Bruno Alcalde.

Entre 2002 e 2003 atuou com a banda Os Daltons, e em 2005 estava na formação de Justine. Depois de dois recessos a Graforréia reencontrou-se para um show no Festival Morrostock em 2011. Em 2012 voltaram à atividade regular, abrindo com um show no Bar Opinião, comemorando seus 25 anos de carreira e o lançamento de três músicas inéditas, um novo single e gravando material para um DVD. A banda desde então iniciou turnês pelas cidades de São Paulo, Chapecó, Pelotas e Caxias do Sul, entre outras, apresentando-se também em países do Prata e em festivais como Lollapalooza em São Paulo e o Floripa Noise em Florianópolis. Em sua participação no Lollapalooza de 2013, abrindo a programação do segundo dia, apresentando-se ao lado de conjuntos internacionais como Tomahawk, Queens Of The Stone Age e Black Keys, a banda foi descrita na imprensa como "um dos grupos mais cultuados do rock nacional, [...] uma referência para um movimento batizado nos anos 90 de 'rock gaúcho'." Marcelo Birck falou sobre essa volta:
"A banda está muito mais amadurecida atualmente. As prioridades do quarteto continuam as mesmas: fazer boa música, mantendo a qualidade de estranheza nas letras. Mesmo com a permanência da fórmula principal, o grupo ressalta a busca por novas referências. A letra de Tantas Tendências, por exemplo, brinca com essa grande difusão de influências culturais: São tantas emoções, são várias tendências. Techno-brega ou electro-rock. Terra em transe ou Nosferatu”.
Alexandre Birck realiza frequentemente shows como convidado de outros grupos ou organizando apresentações independentes com formações variáveis. Já deu aulas de bateria, ensinou no curso de Produção Musical de Rock mantido pela Universidade do Vale do Rio dos Sinos (Unisinos), trabalha também como produtor independente e dirige um estúdio, onde já foram gravados CDs de muitos conjuntos brasileiros de todos os gêneros.